# 卢维安
卢维安，是西班牙卡斯蒂利亚-莱昂萨莫拉省的一个市镇。 总面积94平方公里，总人口355人（2001年），人口密度4人/平方公里。